# Bientina
Bientina este o comună în Provincia Pisa, Toscana din centrul Italiei. În 2011 avea o populație de  7.777 de locuitori.

## Demografie
Bientina - evoluția demografică

|  | Graficele sunt indisponibile din cauza unor probleme tehnice. Mai multe informații se găsesc la Phabricator și la wiki-ul MediaWiki. |

Date: Recensăminte sau birourile de statistică - grafică realizată de Wikipedia

## Personalități născute aici
- Enrico Rossi (n. 1958), politician.